# 1877 in Zwitserland
Dit artikel beschrijft het verloop van 1877 in Zwitserland.

## Ambtsbekleders
De Bondsraad was in 1877 samengesteld als volgt:
| Naam | Naam                 | Partij    | Kanton    | Functie                                                                        |
| ---- | -------------------- | --------- | --------- | ------------------------------------------------------------------------------ |
|      | Joachim Heer         | radicalen | Glarus    | Bondspresident in 1877; hoofd van het Departement van Politieke Zaken          |
|      | Karl Schenk          | radicalen | Bern      | Vicebondspresident in 1877; hoofd van het Departement van Spoorwegen en Handel |
|      | Fridolin Anderwert   | radicalen | Thurgau   | Hoofd van het Departement van Justitie en Politie                              |
|      | Numa Droz            | radicalen | Neuchâtel | Hoofd van het Departement van Binnenlandse Zaken                               |
|      | Bernhard Hammer      | radicalen | Solothurn | Hoofd van het Departement van Financiën en Douane                              |
|      | Johann Jakob Scherer | radicalen | Zürich    | Hoofd van het Departement van Militaire Zaken                                  |
|      | Emil Welti           | radicalen | Aargau    | Hoofd van het Departement van Posterijen en Telegrafie                         |

De Bondsvergadering werd voorgezeten door:
| Naam | Naam              | Partij              | Kanton       | Functie                                              |
| ---- | ----------------- | ------------------- | ------------ | ---------------------------------------------------- |
|      | Arnold Otto Aepli | gematigde liberalen | Sankt Gallen | Voorzitter van de Nationale Raad (tot 28 maart 1877) |
|      | Eduard Marti      | radicalen           | Bern         | Voorzitter van de Nationale Raad (vanaf 4 juli 1877) |
|      | Paul Nagel        | gematigde liberalen | Thurgau      | Voorzitter van de Kantonsraad (tot 5 maart 1877)     |
|      | Karl Hoffmann     | radicalen           | Sankt Gallen | Voorzitter van de Kantonsraad (vanaf 4 juni 1877)    |

## Gebeurtenissen

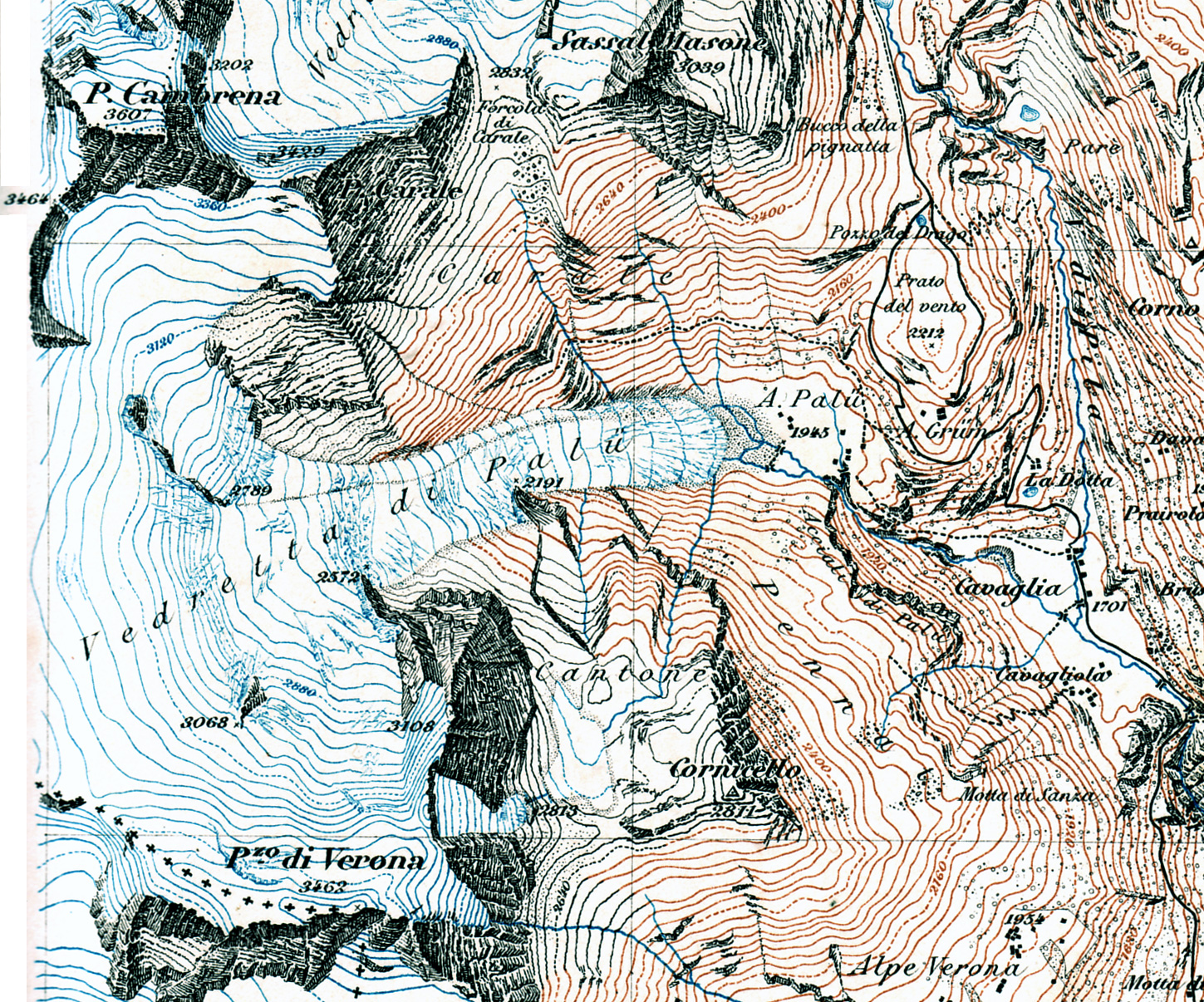
Siegfriedkarte van de Palügletsjer (kanton Graubünden) uit 1877.

Zicht op de wijk Veltheim bij Winterthur (kanton Zürich) in 1877.

- Het Berner Symphonieorchester wordt opgericht.

### Januari
- 1 januari: Inwerkingtreding van het metriek stelsel in Zwitserland.
- 1 januari: Inwerkingtreding van de federale wet op de Zwitserse naturalisatie en de afstand van de Zwitserse nationaliteit.

### Maart
- 16 maart: Inwijding van de eerste kabelspoorweg in Zwitserland in Lausanne (kanton Vaud) tussen het centrum en Ouchy.
- 23 maart: De eerste federale wet op de fabrieken voert de elfurige werkdag in en verbiedt kinderarbeid. Onmiddellijk neemt men initiatieven om een referendum over deze wet af te dwingen.

### Mei
- 1 mei: Opening van de spoorlijn van Wädenswil naar Einsiedeln.

### Juni
- 1 juni: Opening van het spoorvak tussen Sierre en Leuk (kanton Wallis).

### Juli
- 1 juli: In Delémont (kanton Jura) verschijnt het eerste nummer van Le Démocrate.

### Augustus
- 1 augustus: Inwerkingtreding van de federale wet op de gezegelde enveloppes.
- 5 augustus: Inwerkingtreding van de federale wet op het beleggen van federale overheidsgelden.
- 6 augustus: In Lausanne (kanton Vaud) gaat het internationaal druifluizencongres van start.
- 26 augustus: Na confrontaties tussen ordediensten en demonstranten beveelt de Staatsraad van Ticino de militaire bezetting van Lugano (kanton Ticino).

### September
- 6 september: Opening van de spoorlijn van Zofingen naar Wettingen, uitgebaat door de Schweizerische Nationalbahn.
- 21 september: In Genève (kanton Genève) wordt het Blauwe Kruis opgericht, een organisatie in de strijd tegen het alcoholisme.

### Oktober
- 1 oktober: Inwerkingtreding van de federale wet op de binnenlandse telegrafische communicatie.
- 6 oktober: Inwerkingtreding van de federale wet op de mariene politie.
- 15 oktober: Opening van de spoorlijn van Wettingen naar Effretikon, uitgebaat door de Schweizerische Nationalbahn.
- 21 oktober: Bij het Zwitsers referendum van 1877 keurt de bevolking de federale wet op de fabrieken goed met 181.204 jastemmen (51,5%) tegen 170.857 neestemmen (48,5%). Daarentegen verwerpt de bevolking de federale wet uit 1876 omtrent de belasting op de militievrijstelling met 181.383 neestemmen (51,6%) tegen 170.223 jastemmen (48,5 %). Ook in juli 1876 werd deze wet al eens verworpen. Ook de federale wet op de politieke rechten wordt weggestemd, met 213.230 stemmen (61,8%) tegen 131.557 (38,2%).
- 21 oktober: Het dorp Airolo (kanton Ticino) wordt volledig verwoest door een brand.

### November
- 5 november: In het dorp Scuol (kanton Graubünden) woedt een brand waarbij twee mensen om het leven komen en veertigtal huizen worden verwoest.

### December
- 17 december: Voor het eerst wordt er in Zwitserland geprobeerd om een telefonische verbinding tot stand te brengen, tussen Bern en Thun (kanton Bern).

## Geboren
- 20 januari: Alice Descœudres, pedagoge, lerares en pionier in het buitengewoon onderwijs (overl. 1963)
- 29 januari: Hugo Obermaier, Duits-Spaans prehistoricus, paleontoloog en hoogleraar die ook in Zwitserland actief was (overl. 1946)
- 5 maart: Alfred Rudolf, politicus (overl. 1955)
- 24 april: Marie Brockmann-Jerosch, botaniste (overl. 1952)
- 23 juni: Carl Josef Benziger, uitgever en diplomaat overl. 1951)
- 2 juli: Hermann Hesse, schrijver en Nobelprijswinnaar (1946) (overl. 1962)
- 3 juli: Frida Imboden-Kaiser, arts (overl. 1962)
- 16 augustus: Augusto Giacometti, kunstschilder (overl. 1947)
- 27 augustus: Ernst Wetter, politicus en lid van de Bondsraad (overl. 1963)
- 21 oktober: Hedwig Frey, anatome en hooglerares (overl. 1938)
- 14 november: Marie Long, Franse verpleegster actief in Zwitserland (overl. 1968)
- 22 november: Johan Gamper, oprichter van FC Barcelona (overl. 1930)
- 28 november: Johann Carl, zoöloog (overl. 1944)

## Overleden
- 24 januari: Elisabeth Bodenmüller, schrijfster (geb. 1789)
- 27 januari: Luigi Bolla, notaris, advocaat, consul en politicus (geb. 1813)
- 30 januari: François Briatte, politicus (geb. 1805)
- 8 februari: Jean Muret, advocaat, botanicus en politicus (geb. 1799)
- 25 februari: Auguste Agassiz, horlogemaker (geb. 1809)
- 1 maart: Antoni Patek, horlogemaker (geb. 1812)
- 20 mei: Markus Getsch Dreifuss, joodse leraar en publicist (geb. 1812)
- 28 oktober: François Diday, kunstschilder (geb. 1802)
- 17 december: Jules Jürgensen, Deens-Zwitsers horlogemaker (geb. 1808)
- 31 december: Gustave Courbet, Frans kunstschilder actief in Zwitserland (geb. 1819)

1848
· 1849
· 1850
· 1851
· 1852
· 1853
· 1854
· 1855
· 1856
· 1857
· 1858
· 1859
· 1860
· 1861
· 1862
· 1863
· 1864
· 1865
· 1866
· 1867
· 1868
· 1869
· 1870
· 1871
· 1872
· 1873
· 1874
· 1875
· 1876
· 1877
· 1878
· 1879
· 1880
· 1881
· 1882
· 1883
· 1884
· 1885
· 1886
· 1887
· 1888
· 1889
· 1890
· 1891
· 1892
· 1893
· 1894
· 1895
· 1896
· 1897
· 1898
· 1899
· 1900
· 1901
· 1902
· 1903
· 1904
· 1905
· 1906
· 1907
· 1908
· 1909
· 1910
· 1911
· 1912
· 1913
· 1914
· 1915
· 1916
· 1917
· 1918
· 1919
· 1920
· 1921
· 1922
· 1923
· 1924
· 1925
· 1926
· 1927
· 1928
· 1929
· 1930
· 1931
· 1932
· 1933
· 1934
· 1935
· 1936
· 1937
· 1938
· 1939
· 1940
· 1941
· 1942
· 1943
· 1944
· 1945
· 1946
· 1947
· 1948
· 1949
· 1950
· 1951
· 1952
· 1953
· 1954
· 1955
· 1956
· 1957
· 1958
· 1959
· 1960
· 1961
· 1962
· 1963
· 1964
· 1965
· 1966
· 1967
· 1968
· 1969
· 1970
· 1971
· 1972
· 1973
· 1974
· 1975
· 1976
· 1977
· 1978
· 1979
· 1980
· 1981
· 1982
· 1983
· 1984
· 1985
· 1986
· 1987
· 1988
· 1989
· 1990
· 1991
· 1992
· 1993
· 1994
· 1995
· 1996
· 1997
· 1998
· 1999
· 2000
· 2001
· 2002
· 2003
· 2004
· 2005
· 2006
· 2007
· 2008
· 2009
· 2010
· 2011
· 2012
· 2013
· 2014
· 2015
· 2016
· 2017
· 2018
· 2019
· 2020
· 2021
· 2022
· 2023